# Trafalgar-temető
A Trafalgar temető (Trafalgar Cemetery) Gibraltár egyik sírkertje, amelyben a névadó tengeri ütközet két áldozata, valamint a brit helyőrség számos egykori katonája nyugszik.

## Története
A temetőt 1798-ban nyitották meg a déli városfalon kívül, az egykori – már a spanyol uralom idején létező – várárokban. A sírkert az elhelyezkedésre utalva a Southport Ditch Cemetery nevet kapta. A kisméretű temetőbe elsősorban a várost sújtó sárgalázjárványok (1804, 1813, 1814) áldozatait temették. Sírköveket szállítottak át a St. Jago temetőből és az Almeda Gardensből is. A temetőt 1814-ig használták, egy temetés volt még ezután itt, 1838-ban.
A trafalgari csata után a sebesülteket vitték Gibraltárba, a halottakat a tengerbe temették. Az ápolás ellenére elhunytakat a fal túlsó, belső oldalán álló sírkertben hantolták el. A Trafalgar temetőben nyugvók közül mindössze kettőről tudni (101. és 121. számú sír) biztosan, hogy a csatában szerzett sebeikben hunytak el. Egyikőjük William Forster hadnagy, aki az HMS Mars csatahajón szolgált, a másik Thomas Norman hadnagy, aki az HMS Colossus fedélzetén harcolt. A temetőben a kor más tengeri ütközeteinek áldozatai is nyugszanak.
A temetőt a gibraltári örökségvédelem (Gibraltar Heritage Trust) kezeli. A sírkertben a Brit Királyi Haditengerészet minden évben megemlékezik a trafalgari csatáról az október 21-éhez legközelebb eső vasárnapon.

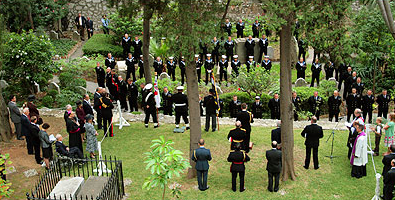
Trafalgar-napi megemlékezés a temetőben